# Saborna crkva Vavedenja Presvete Bogorodice u Plaškom
Saborna crkva Vavedenja Presvete Bogorodice u Plaškom saborna je, odnosno katedralna crkva Gornjokarlovačke eparhije.

## Povijest
Središte Gornjokarlovačke eprahije, koja obuhvaća područje Like, Gorskog kotara, Korduna i Banovine, odnosno cijelu kontinentalnu Hrvatsku južno od Rijeke Save Plaški postaje 1720-ih godina. Prvu katedralnu crkvu, drvenu, kao i dvor gradi vladika Danilo Ljubotina u isto vrijeme, dvadesetih godina 18. stoljeća. Njegov imenjak, vladika Danilo Jakšić, zamjenjuje ovu privremenu, jednostavnu građevinu s novom velikom zidanom katedralom 1755. – 1763., koja stoji i danas. Grade je s jedne strane majstori iz Sarajeva, a s druge nepoznati kranjski inženjer, iz čega proizlazi hibridnost stila u kojem je podignuta. Velika longitudinalna crkva s masivnim baroknim svodovima, elegantnim korom dobiva tako tradicionalno trolisno svetište, te neuobičajen motiv deambulatorija – hodnika oko apside. Izgradnja nove crkve znak je i materijalne i političke afirmacije gornjokarlovačkih vladika, no ona ne bi bila moguća bez velike pomoći sa strane, osobito iz Rusije.
Napoleonski ratovi na prijelazu iz 18. u 19. stoljeće dugo su vremena onemogućili veće intervencije na crkvi. Tek u trećem desetljeću 19. stoljeća, ponovno će uslijediti veće adaptacije. Za vladike Mijokovića, 1822. godine, u crkvu se postavlja novi, raskošni, barokno – klasicistički ikonostas, čija je sudbina nepoznata.
Današnji izgled crkva duguje najvećim dijelom historicističkoj restauraciji izvedenoj 1903. – 1907. godine za vladike Mihaila Grujića. Vladika Grujić na čelo je Gornjokarlovačke eparhije došao zahvaljujući vezanosti za vladu bana Khuena – Hedervaryja. Veze s vlasti u Zagrebu donijele su veliku materijalnu potporu gornjokarlovačkoj eparhiji – obnavljaju se i iznova grade brojne crkve, te naposljetku i katedrala. Planove za arhitektonsko preoblikovanje građevine radi zagrebački arhitekt Janko Holjac, učenik Friedricha Schmidta. Stil koji pri tom primjenjuje za ova je područja prilično neuobičajen – ruski stil, s primjesama elemenata koje pri restauraciji pravoslavnih crkvi koristi glavni arhitekt hrvatskog historicizma, Hermann Bollé. Unutrašnjost pokazuje bitno drukčije rješenje – stara barokna artikulacija zidova se čuva, na nju sjeda novi zidni oslik prema projektu zagrebačkog slikara i profesora na Obrtnoj školi, Marka Peroša. Obnova završava podizanjem novog, raskošnog ikonostasa i ostale unutrašnje stolarske opreme. Nacrte za unutrašnju opremu sastavlja zagrebački arhitekt Vinko Rauscher, još jedan Schmidtov učenik, tada zaposlen kod Građevinskog odsjeka hrvatske Zemaljske vlade. Ikone na ikonostasu i stolovima radi pak tada jedan od najuglednijih slikara, Ivan Tišov.